# From Inside
From Inside és una pel·lícula d'animació de terror estatunidenca del 2008 escrita i dirigida per John Bergin amb música de Gary Numan i basada en un còmic del propi Bergin. Fou produïda per Lakeshore Entertainment.

## Argument
Una dona embarassada que viatja en un tren de vapor amb els únics supervivents de l'Apocalipsi.

## Premis
Va guanyar el Premi Gertie al millor llargmetratge d'animació al XLI Festival Internacional de Cinema Fantàstic de Catalunya de 2008.